# Права ЛГБТ в Катаре
Лесбиянки, геи, бисексуалы и трансгендеры (ЛГБТ) в Катаре сталкиваются с правовыми проблемами, с которыми не сталкиваются жители страны, не относящиеся к ЛГБТ. Мужская гомосексуальность является незаконной в Катаре и карается тюремным заключением сроком до трёх лет и штрафом, а для мусульман по законам шариата возможна смертная казнь, однако неизвестен ни один случай применения смертной казни за гомосексуальность. В стране также преобладают культурные нравы, которые негативно относятся к гомосексуальности и кроссдрессингу. Правительство Катара не признаёт однополые браки или гражданские партнёрства, а также не разрешает жителям Катара проводить кампании за права ЛГБТ.
В ноябре 2008 года британский исполнитель Джордж Майкл с успехом выступил на концерте в Катаре, став первым открытым гей-исполнителем, выступившим в стране. 

## Законность однополых половых актов
С 2004 года статья 296 действующего Уголовного кодекса (Закон 11/2004) предусматривает лишение свободы сроком от одного до трёх лет за мужеложество. Это небольшой пересмотр первоначального закона, который предусматривал до пяти лет тюремного заключения за мужскую гомосексуальность. Кроме того, только к мусульманам применяется смертная казнь за внебрачный секс независимо от пола участников. Однако нет никаких свидетельств того, что смертная казнь применялась за однополые отношения по обоюдному согласию и наедине между взрослыми людьми.   
В 1998 году гражданин США, посетивший Катар, был приговорён к шести месяцам тюремного заключения и 90 ударам плетью за гомосексуальную активность. В 1990-х годах Администрация по трудоустройству филиппинцев за рубежом (POEA) информировала филиппинских работников о том, что в Катаре запрещено работать геям. Это было сделано в ответ на несколько массовых арестов и депортаций филиппинских рабочих в Катаре за гомосексуальность. 
В 2016 году польская звезда Instagram King Luxy был арестован в Катаре по подозрению в гомосексуальности. Он провёл два месяца в заключении, прежде чем был освобождён. Польское посольство утверждает, что он был арестован за вымогательство. 

## Признание однополых отношений
Катарское законодательство, касающееся брака, развода и других семейных вопросов, находится под влиянием традиционной исламской морали. Поэтому сожительство является незаконным, и в Катаре не существует юридического признания однополых браков, гражданских союзов или домашних партнёрств.

## Споры о чемпионате мира по футболу 2022 года
В 2010 году, вскоре после того, как Катар был выбран местом проведения чемпионата мира по футболу 2022, президента ФИФА Зеппа Блаттера спросили о политической реальности для геев в стране, и он ответил шуткой, что футбольные болельщики-геи в Катаре «должны воздерживаться от любых сексуальных действий». После критики за эту шутку Блаттер добавил: «Мы, ФИФА, не хотим никакой дискриминации. Мы хотим открыть эту игру для всех, открыть ее для всех культур, и это то, что мы сделаем в 2022 году».  
В 2011 году член голландского парламента от Партии свободы (PVV) предложил, чтобы голландская футбольная команда играла в розовом цвете вместо оранжевого — национального цвета страны — в знак протеста против ситуации с правами геев в Катаре. 
В 2013 году глава команды Катара, подавшей заявку на проведение чемпионата мира по футболу, Хасан Аль-Тхавади заявил, что на мероприятие приглашаются все желающие, если они воздерживаются от публичного проявления чувств. «Публичное проявление чувств не является частью нашей культуры и традиций», — сказал он. В 2013 году Кувейт предложил запретить иностранцам-геям въезд в любую из стран Персидского залива, и Совет сотрудничества арабских государств Персидского залива согласился обсудить этот вопрос. Однако ССАГПЗ пошёл на попятную, возможно, из-за опасений, что это повлияет на проведение Катаром чемпионата мира по футболу 2022 года.
В ноябре 2021 года австралийский футболист Джош Кавалло, единственный действующий игрок лиги, который является открытым геем, заявил, что побоялся бы ехать играть в Катар, на что Нассер Аль-Хатер, глава оргкомитета турнира, ответил, что Кавалло будут «рады видеть» в стране. 
В декабре 2020 года официальные лица Катара первоначально заявили, что в соответствии с политикой ФИФА в отношении инклюзивности, они не будут ограничивать демонстрацию про-ЛГБТ изображений (таких как радужные флаги) на матчах во время чемпионата мира. Однако в апреле 2022 года высокопоставленный сотрудник службы безопасности, курирующий турнир, заявил, что планируется конфисковать флаги гордости у зрителей, якобы в качестве меры безопасности, чтобы защитить их от стычек со зрителями, настроенными против ЛГБТ. Сеть Fare раскритиковала отчёт, заявив, что действия против ЛГБТ-сообщества со стороны государства вызывают большее беспокойство у тех, кто посещает чемпионат мира, чем действия отдельных людей. Генерал-майор Абдулазиз Абдулла Аль-Ансари заявил, что болельщики также должны уважать нормы принимающей страны, и заверил их в неприкосновенности частной жизни, добавив: «Бронируйте номера вместе, спите вместе — это то, что нас не касается. Мы здесь для управления турниром. Не будем заходить за пределы, к тем личным моментам, которые могут происходить между этими людьми». 
В мае 2022 года некоторые отели, включенные в официальный список рекомендованных ФИФА мест размещения на время проведения чемпионата мира по футболу, прямо отказывались предоставлять номера однополым парам, в то время как другие отели из списка указали, что примут бронирование для однополых пар при условии, что они будут скрывать свои отношения на публике. ФИФА заявила, что проследит за тем, чтобы упомянутые отели были еще раз ознакомлены со строгими требованиями в отношении приема гостей недискриминационным образом. Во время пресс-конференции в Германии 20 мая эмир Катара шейх Тамим бин Хамад Аль Тани заявил, что ЛГБТ-гости будут приветствоваться на чемпионате мира 2022 года, но они должны уважать национальную культуру. 
21 сентября 2022 года, согласно сообщению The Guardian, FA (Футбольная ассоциация) заверила, что ЛГБТ-пары не будут подвергаться аресту за то, что держатся за руки или целуются на публике в Катаре. FA также заявила, что болельщикам с радужными флагами не грозит арест,  если они не будут «проявлять неуважение» к местной культуре и нормам, растягивая флаги над мечетями в Катаре.  

## Условия жизни
В 2016 году статья, опубликованная в издании Doha News катарским геем под псевдонимом Маджид аль-Катари, в которой он назвал свою принадлежность к гомосексуалам в Катаре «раздражающей» и рассказал о «непоправимом ущербе для [его] психического здоровья», была раскритикована за «разрешение обсуждать тему „гомосексуальности“ в Катаре» и вызвала крайне резкую реакцию.
В 2018 году из дохинского выпуска международного издания The New York Times были подвергнуты цензуре целых девять статей о правах геев и трансгендеров, опубликованных с апреля по июль, включая обсуждение прав ЛГБТ в Африке, критику запрета трансгендеров в армии США и, самое последнее, ретроспективу пожара 1973 года, в результате которого погибли 32 человека в гей-баре Нового Орлеана. Управление правительственной связи Катара выступило с заявлением, в котором пообещало расследовать этот вопрос.
В 2018 году Том Босуорт, открытый британский гей, занимающийся спортивной ходьбой, заявил, что готов рискнуть тюрьмой, чтобы защитить права ЛГБТ в Катаре во время чемпионата мира по легкой атлетике 2019, который проходил в сентябре 2019 года.  На чемпионате мира 2019 года он занял седьмое место. 
В июне 2019 года, хотя законы Катара по-прежнему криминализовали гомосексуальность, международный паблишер Al Jazeera Media Network AJ+ отметил месяц как Месяц гордости ЛГБТК твитом о разговоре с актёрами сериала «Натурал глазами гея» по вопросам ЛГБТ. Это заставило многих интернет-пользователей обратить внимание на парадокс: AJ+ обсуждает и поощряет признание прав геев за пределами Катара, в то время как Катар подвергает цензуре ЛГБТ-контент. 
В феврале 2020 года Северо-Западный университет Катара отменил мероприятие с участием «Машру Лейлы» после анти-ЛГБТ реакции. 
В декабре 2021 года Нассер Аль-Хатер, генеральный директор чемпионата мира по футболу 2022 года в Катаре, заверил болельщиков-геев, что они могут чувствовать себя там в безопасности, если будут вести себя консервативно. Организатор турнира также приветствовал на чемпионате мира Джоша Кавалло, единственного в мире открытого гея — профессионального футболиста высшего дивизиона. Хатер добавил, что Катар — скромная страна, где каждый волен жить своей жизнью. 

## Суммарная таблица
| Однополые сексуальные отношения разрешены                                                              | / (Наказание: штрафы и лишение свободы на срок до 7 лет; смертная казнь применяется только к мусульманам.) |
| Равный возраст согласия                                                                                | No |
| Антидискриминационные законы в сфере занятости                                                         | No |
| Антидискриминационное законодательство в сфере предоставления товаров и услуг                          | No |
| Антидискриминационные законы во всех других областях (включая косвенную дискриминацию, язык ненависти) | No |
| Однополые браки                                                                                        | No |
| Признание однополых пар                                                                                | No |
| Усыновление приёмных детей однополыми парами                                                           | No |
| Совместное усыновление однополыми парами                                                               | No |
| Геям и лесбиянкам разрешено открыто служить в армии                                                    | No |
| Право на смену юридического пола                                                                       | No |
| Доступ к ЭКО для лесбиянок                                                                             | No |
| Коммерческое суррогатное материнство для гей-пар                                                       | (Запрещено для всех пар независимо от сексуальной ориентации)                                              |
| Мужчинам, практикующим секс с мужчинами, разрешено сдавать кровь                                       | No |

## Смотрите также
- Ислам и гомосексуальность
- Права человека в Катаре